# Coppa Bernocchi 1986
La Coppa Bernocchi 1986, sessantottesima edizione della corsa, si svolse il 17 agosto 1986 su un percorso di 224 km. Era valida come evento del circuito UCI categoria CB1.1. La vittoria fu appannaggio dell'italiano Roberto Gaggioli, che terminò la gara in 5h08'00", alla media di 43,636 km/h, precedendo i connazionali Claudio Corti e Marco Bergamo. La partenza della gara fu a Legnano mentre l'arrivo fu a Turbigo.

## Ordine d'arrivo (Top 10)
| Pos. | Corridore         | Squadra        | Tempo    |
| ---- | ----------------- | -------------- | -------- |
| 1    | Roberto Gaggioli  | Ecoflam        | 5h08'00" |
| 2    | Claudio Corti     | Sup. Brianzoli | s.t.     |
| 3    | Marco Bergamo     | Carrera        | s.t.     |
| 4    | Tony Rominger     | Cilo-Aufina    | s.t.     |
| 5    | Maurizio Vandelli | Ariostea       | s.t.     |
| 6    | Kjell Nilsson     | Ariostea       | s.t.     |
| 7    | Johan Lammerts    | Vini Ricordi   | s.t.     |
| 8    | Jørgen Marcussen  | Murella        | s.t.     |
| 9    | Marino Polini     | Gis Gelati     | s.t.     |
| 10   | Rolf Sørensen     | Murella        | s.t.     |